# Huaqiao, Songxi
Huaqiao (kinesiska: 花桥) är en socken i sydöstra Kina. Den ligger i Songxi härad i staden Nanping i provinsen Fujian, omkring 180 kilometer norr om provinshuvudstaden Fuzhou. Antalet invånare är 9 262. Befolkningen består av 4 557 kvinnor och 4 705 män. Barn under 15 år utgör 18,0 %, vuxna 15-64 år 69 %, och äldre över 65 år 12,0 %.